# Cycloramphus acangatan
Cycloramphus acangatan är en groddjursart som beskrevs av Vanessa Kruth Verdade och Rodrigues 2003. Cycloramphus acangatan ingår i släktet Cycloramphus och familjen Cycloramphidae. IUCN kategoriserar arten globalt som sårbar. Inga underarter finns listade i Catalogue of Life.